# 汽车安全

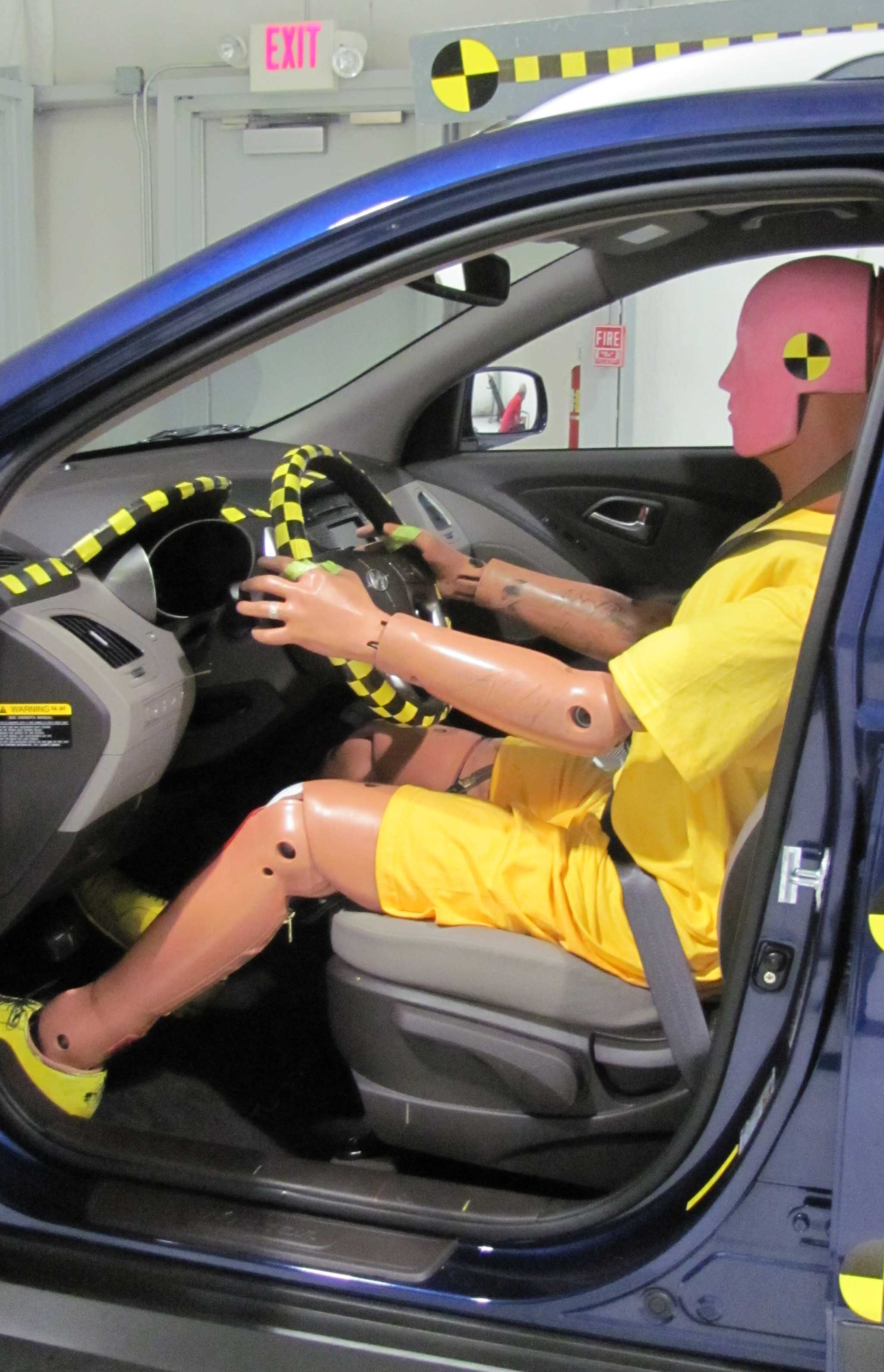
撞車測試中使用的假人

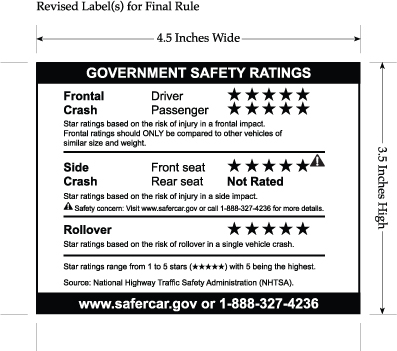
在美國使用的NCAP標籤

汽车安全是对汽车设计、施工、设备和法规的研究和实践，以最大限度地减少涉及机动车的交通事故的发生和后果。道路交通安全更广泛地包括道路设计。
世界卫生组织（WHO）的数据指出，世界上80%的汽车销售不符合主要安全标准。只有40个国家采用了全套的七项最重要的汽车安全法规。
在美国，行人每8分钟就有一次被机动车撞伤，外出死于机动车碰撞的可能性是车上乘客的1.5倍。
道路和机动车辆设计的改进稳步降低了所有第一世界国家的伤亡率。但汽车碰撞仍是与伤害有关的死亡的主要原因，2022年估计共有130万人死亡，占所有原因死亡总数的25%。在被汽车撞死的人中，近三分之二是行人。风险补偿理论已被用于反对安全装置、法规和车辆改装的争论中。
安全驾驶和新技术在很大程度上推动了自动驾驶汽车的兴起，它既解决了现有的主要安全问题，又产生了新的问题。通过消除驾驶员这一最危险的因素，自动驾驶汽车有望比现有车辆更安全。斯坦福大学法学院互联网与社会中心声称，“大约90%的机动车碰撞至少部分是由人为失误造成的”。但是，尽管像ISO 26262这样的安全标准规定了所需的安全性，但证明可接受的安全性仍然是该行业的重任。

## 主动和被动安全
术语“主动”和“被动”在汽车安全领域是简单但重要的术语。“主动安全”是指有助于预防碰撞的技术，而“被动安全”则是指在碰撞过程中有助于保护乘客的车辆部件（主要是安全气囊、安全带和车辆的物理结构）。

### 避免碰撞
防撞系统和设备帮助驾驶员避免碰撞，而且越来越多地帮助车辆本身避免碰撞。此类别包括：
- 车辆的前照灯、反光镜以及其他车灯和信号灯

- 车辆的后视镜
- 车辆的制动、转向和悬架系统

## 历史
几乎从机械化道路车辆发展之初，汽车安全就成为一个问题。尼古拉·约瑟夫·居纽于1771年制造的第二辆蒸汽动力的“Fardier”拖拉机在演示过程中撞到了墙上。1869年8月31日，在爱尔兰奥法利郡，玛丽·沃德是最早记录的与汽车有关的死亡事件之一。

###### 1930年代-1950年代
1930年，安全玻璃成为福特所有汽车的标准配置。在20世纪30年代，整形外科医生Claire L.Straith和医生C.J.Strickland提倡使用安全带和软垫仪表板。斯特里克兰创立了美国汽车安全联盟。
1934年，通用汽车公司进行了第一次障碍物碰撞试验。
1958年，联合国成立了世界汽车法规协调论坛，这是一个促进汽车安全的国际标准机构。许多最拯救生命的安全创新，如安全带和防滚架结构，都是在其赞助下推向市场的。同年，沃尔沃工程师Nils Bohlin发明了三点式单肩安全带并获得了专利，该安全带于1959年成为沃尔沃所有汽车的标准设备。在接下来的几十年里，工业化国家的监管机构逐渐在所有汽车上强制要求使用三点式安全带。
1959年，美国汽车公司为前排座椅提供了第一个可选的头枕，同年，哈雷伯爵的凯迪拉克概念车安装了“基于雷达的防撞系统”，如果车辆路径上有障碍物，该系统将向驾驶员发出声光信号。

###### 1960年代-2000年代
1966年9月9日，《国家交通和机动车安全法》在美国成为法律，这是第一个强制性的联邦机动车安全标准。沃尔沃于1964年开发了第一款后向儿童座椅，并于1978年推出了自己的加高座椅。
1984年，纽约州通过了美国第一部法律，要求在乘用车中使用安全带。此后，49个州通过了安全带法
1986年，北美强制要求使用中央第三高位刹车灯，世界上大多数地区都遵循类似的汽车照明标准。

###### 21世纪
2004年5月1日，《道路交通安全法》是中华人民共和国正式施行，是该国第一部关于道路交通与安全的法律，并将全国高速公路最高限速从110公里提高到时速120公里。
2007年7月1日，机动车交通事故责任强制保险正式普遍推行。
2016年，ABS在欧盟摩托车上成为强制性规定。
2018年，eCall在欧盟成为强制性规定，倒车摄像头在美国成为强制性规定。

## 特殊人口群体

### 婴儿和儿童
中国大陆规定4岁以下的儿童需使用儿童座椅，12岁以下的孩子必须坐在后座。欧盟规定，150厘米以下的儿童必须佩戴适合其体重的儿童保护装置。

### 青少年
美国大多数地区可在16岁时申领驾照，部分地区在14岁至18岁之间。中国大陆申领机动车驾驶证在18周岁以上。

### 新司机
在某些地区，新驾驶员的车辆必须带有警告标志，以提醒其他驾驶员车辆由缺乏经验和学习能力的驾驶员驾驶，使他们有机会更加谨慎，并鼓励其他驾驶员给新手更多的回旋余地。中国大陆规定动车驾驶人初次申领机动车驾驶证后的12个月为实习期，要在车身后部粘贴或者悬挂实习标志。

### 老年人
中国大陆60岁以上的司机需每年参加体检，并向公安交通部门提交《驾驶人身体条件证明》 ，身体检查不合格会注销驾驶资格，年龄达到60岁的司机其他的机动车驾驶证会降级为C级驾驶证，只能驾驶小型汽车，老年人可以申情C级驾照，没有年龄上限。
因身体状况或生物老化出现严重问题时，老年人应该停止驾驶。而不得不更多地依赖公共交通。许多地区的交通系统为老年人提供折扣票价，一些地方政府有运营“老年班车”。

## 安全趋势
世界卫生组织指出每年全世界约有130万人的人生因道路交通事故而终止。还有2千万至5千万人受到非致命伤害，其中许多因此而残疾。
道路交通伤害是5至29岁人群的主要杀手。 90%以上道路交通死亡发生在低收入和中等收入国家。非洲区域的道路交通伤害死亡率最高。即使在高收入国家，社会经济地位较低者也更容易卷入道路交通事故。 道路交通伤害给个人、家庭和整个国家带来巨大经济损失，占大多数国家国内生产总值的3%。 

## 安全设施

### 安全带
大多数国家和地区均规定前座乘客必须系安全带。

## 参阅
- 安全气囊
- 车辆视野盲区（英语：Vehicle blind spot）
- 自行车安全
- 摩托车安全
- 安全间距（英语：Assured clear distance ahead）
- 碰撞测试假人
- 汽车设计
- 汽车操控
- 碰撞安全性（英语：Crashworthiness）
- 撞击缓冲（英语：Crumple zone）
- 防御性驾驶
- 开门杀
- 自动驾驶汽车

## 伸延閱讀
- Furness, S; Connor, J; Robinson, E; Norton, R; Ameratunga, S; Jackson, R. . BMJ. 2003, 327 (7429): 1455–1456. PMC 300804 . PMID 14684646. doi:10.1136/bmj.327.7429.1455.
- Wai Chen; Shengwei Cai. . IEEE Communications Magazine. 2005, 43 (4): 100–107. S2CID 10423453. doi:10.1109/MCOM.2005.1421912.
- Reumerman, H.-J; Roggero, M; Ruffini, M. . IEEE Communications Magazine. 2005, 43 (4): 108–113. S2CID 11548000. doi:10.1109/MCOM.2005.1421913.
- . Land transport NZ. 2005  [2006-01-01]. （原始内容存档于2 February 2006）.
- Peden M, McGee K, Sharma G.  (PDF). Geneva, World Health Organization. 2002  [2006-01-01]. （原始内容存档 (PDF)于24 November 2005）. ISBN 978-92-4-156220-1
- Physics Today, January 2006, "Vehicle Design and the Physics of Traffic Safety"
- Evans, Leonard. . Science Serving Society. 2004. ISBN 978-0-9754871-0-5.

## 外部連結
- European safety ratings （页面存档备份，存于）
- Automotive Safety （页面存档备份，存于）
- National Transportation Safety Board （页面存档备份，存于）. (US)
- National agency for Automotive Safety & Victim's Aid (NASVA) 的存檔，存档日期2007-03-22., Japan
- No More Flying Glass When Vehicles Collide Popular Science monthly, February 1919, bottom page 27, Scanned by Google Books